# العلاقات العراقية النيبالية
العلاقات العراقية النيبالية هي العلاقات الثنائية التي تجمع بين العراق ونيبال.

## مقارنة بين البلدين
هذه مقارنة عامة ومرجعية للدولتين:
| وجه المقارنة                                              | العراق                       | نيبال                             |
| --------------------------------------------------------- | ---------------------------- | --------------------------------- |
| المساحة (كم2)                                             | 437.07 ألف                   | 147.18 ألف                        |
| عدد السكان (نسمة)                                         | 38.27 مليون                  | 29.40 مليون                       |
| الكثافة السكانية (ن./كم²)                                 | 87.56                        | 199.76                            |
| العاصمة                                                   | بغداد                        | كاتماندو                          |
| اللغة الرسمية                                             | اللغة العربية، اللغة الكردية | اللغة النيبالية                   |
| العملة                                                    | دينار عراقي                  | روبية نيبالية                     |
| الناتج المحلي الإجمالي (بليون دولار)                      | 197.72 مليار                 | 24.47 مليار                       |
| الناتج المحلي الإجمالي (تعادل القوة الشرائية) بليون دولار | 560.73 مليار                 | 70.20 مليار                       |
| الناتج المحلي الإجمالي الاسمي للفرد دولار أمريكي          | 4.94 ألف                     | 743                               |
| الناتج المحلي الإجمالي للفرد دولار أمريكي                 | 15.06 ألف                    | 2.37 ألف                          |
| مؤشر التنمية البشرية                                      | 0.654                        | 0.548                             |
| رمز المكالمات الدولي                                      | +964                         | +977                              |
| رمز الإنترنت                                              | .iq                          | .np                               |
| المنطقة الزمنية                                           | ت ع م+03:00، ت ع م+04:00     | UTC+05:45، التوقيت الموحد لنيبال ‏ |

## منظمات دولية مشتركة
يشترك البلدان في عضوية مجموعة من المنظمات الدولية، منها:
| علم المنظمة | اسم المنظمة                        | تاريخ انضمام العراق | تاريخ انضمام نيبال |
| ----------- | ---------------------------------- | ------------------- | ------------------ |
|             | مؤسسة التنمية الدولية              | 29 ديسمبر 1960      | 6 مارس 1963        |
|             | مؤسسة التمويل الدولية              | 27 ديسمبر 1956      | 7 يناير 1966       |
|             | منظمة حظر الأسلحة الكيميائية       | ?                   | ?                  |
|             | الأمم المتحدة                      | 21 ديسمبر 1945      | 14 ديسمبر 1955     |
|             | منظمة الشرطة الجنائية الدولية      | ?                   | ?                  |
|             | البنك الدولي للإنشاء والتعمير      | 27 ديسمبر 1945      | 6 سبتمبر 1961      |
|             | الاتحاد البريدي العالمي            | ?                   | ?                  |
|             | وكالة ضمان الاستثمار متعدد الأطراف | 6 أكتوبر 2008       | 9 فبراير 1994      |
|             | يونسكو                             | 21 أكتوبر 1948      | 1 مايو 1953        |

## وصلات خارجية
- موقع وزارة الخارجية العراقية
- موقع وزارة الخارجية النيبالية